# 全英音樂獎
全英音樂獎（BRIT Awards，或簡稱The BRITs）是個英國唱片業協會創辦的、一年一度的流行音樂獎。名稱BRIT原是指英國（British）或大不列顛（Britannia）的縮寫，但隨後轉變為British Record Industry Trust的字頭縮寫。

## 概述
全英音樂獎起源於1977年，由英國唱片業協會贊助舉辦，命名為英國唱片業協會音樂獎（BPI Awards）。第一次的英國唱片業協會音樂獎頒獎典禮在皇家艾爾伯特大廳舉行，並首次由電視媒體英國廣播公司（BBC）轉播，後來自1993年起改由英國獨立電視台轉播。1989年，改名為全英音樂獎（BRIT Awards）。萬事達卡是此年度盛會長久以來固定的贊助者。

## 歷年主要得主
- 1977: 披頭四 獲得3個獎項
- 1982: 約翰·藍儂 獲得1個獎項
- 1983: 保羅·麥卡尼 獲得2個獎項
- 1984: 麥可·傑克森、文化俱樂部 獲得2個獎項
- 1985: 王子 獲得2個獎項
- 1986: 舞韻合唱團 獲得2個獎項
- 1987: 彼得·蓋布瑞爾 獲得2個獎項
- 1988: 麥可·傑克森 獲得最佳國際歌手
- 1989: 菲爾·柯林斯、麥可·傑克森、賽會焦點合唱團、崔西·查普曼 各獲得2個獎項
- 1990: 娜娜·雀瑞、菲爾·柯林斯、食人族合唱團 各獲得2個獎項
- 1991: 治療樂團 獲得最佳英國樂團
- 1992: 席爾 獲得3個獎項
- 1993: 安妮·藍妮克絲、Svetlana、就是紅合唱團 各獲得2個獎項
- 1994: 碧玉、接招合唱團、立體聲合唱團 各獲得2個獎項
- 1995: 布勒合唱團 獲得4個獎項
- 1996: 綠洲樂團 獲得3個獎項
- 1997: 狂街傳教士合唱團、辣妹合唱團 各獲得2個獎項
- 1998: 神韻合唱團 獲得3個獎項
- 1999: 羅比·威廉斯 獲得3個獎項
- 2000: 崔維斯合唱團、羅比·威廉斯、梅西·葛蕾 各獲得2個獎項
- 2001: 羅比·威廉斯 獲得3個獎項
- 2002: 蒂朵、凱莉·米洛 各獲得2個獎項
- 2003: 酷玩樂團、炸藥小姐 各獲得2個獎項
- 2004: 黑暗樂團 獲得3個獎項
- 2005: 剪刀姊妹花 獲得3個獎項
- 2006: 天王老子合唱團 獲得3個獎項
- 2007: 北極潑猴、殺手樂團 各獲得2個獎項
- 2008: 北極潑猴、幽浮一族樂團、接招合唱團 分別獲得2個獎項
- 2009: 黛菲、酷玩樂團 分別獲得4個獎項
- 2010: 女神卡卡 獲得3個獎項
- 2011: 拱廊之火、泰尼·坦普分别获得2个奖项
- 2012: 愛黛兒、紅髮艾德分別獲得2個獎項 ,蕾哈娜連續兩年(2011/2012)獲得最佳國際女歌手獎
- 2013: 艾蜜莉·珊黛、本·霍华德（英语：Ben Howard） 分别获得2个奖项
- 2014: 北極潑猴、一世代分別獲得2個獎項
- 2015: 山姆·史密斯、紅髮艾德 分別獲得2個獎項
- 2016: 愛黛兒 獲得4個獎項
- 2017: 大衛·鮑伊、Rag'N'Bone Man 分別獲得2個獎
- 2018: Stormzy、杜娃·黎波 分別獲得2個獎項
- 2019: 1975樂團、凱文·哈里斯 分別獲得2個獎
- 2020: 路易斯·卡柏狄 獲得2個獎項
- 2021: 杜娃·黎波 獲得2個獎項
- 2022: 愛黛兒 獲得3個獎項
- 2023: 哈利·史泰爾斯 獲得4個獎項
- 2024: 蕾伊 獲得6個獎項

## 獲獎紀錄
以下列出獲得累計5座以上『全英音樂獎』的歌手：
| 歌手                                                | 得獎數 |
| --------------------------------------------------- | ------ |
| 羅比·威廉斯 (其中五項為接招合唱團時期)              | 18     |
| 愛黛兒                                              | 12     |
| 接招合唱團                                          | 8      |
| 安妮·藍妮克絲                                       | 8      |
| 酷玩樂團                                            | 8      |
| 北極潑猴                                            | 7      |
| 保羅·麥卡尼                                         | 7      |
| U2                                                  | 7      |
| 綠洲樂團                                            | 6      |
| 王子                                                | 6      |
| 麥可·傑克森                                         | 6      |
| 一世代                                              | 5      |
| 辣妹合唱團                                          | 5      |
| 布勒乐團                                            | 5      |
| 菲尔·柯林斯                                         | 5      |
| 乔治·迈克尔（其中三项为威猛乐队时期）               | 5      |
| 弗雷迪·默丘里（其中三项为皇后乐队时期，两项为追授） | 5      |

## 相關網站
- 全英音樂獎官方網站（页面存档备份，存于）